# Ligne Sennichimae
La ligne Sennichimae (千日前線, Sennichimae-sen) est une ligne du métro d'Osaka au Japon. Elle relie la station de Nodahanshin à celle de Minami-Tatsumi. Sur les cartes, sa couleur est rose et est identifiée avec la lettre S.

## Histoire
La ligne Sennichimae est inaugurée le 16 avril 1969 entre Nodahanshin et Sakuragawa. Un deuxième tronçon entre Tanimachi Kyūchōme et Imazato ouvre le  25 juillet 1969, prolongé à Shin-Fukae le 10 septembre de la même année. La jonction entre les deux tronçons se fait le 11 mars 1970. Enfin, la ligne est prolongée à Minami-Tatsumi le 2 décembre 1981.
Depuis le 1er avril 2018, la ligne n'est plus exploitée par le Bureau municipal des transports d'Osaka mais par la compagnie privée Osaka Metro.

## Caractéristiques

### Ligne
- Écartement : 1 435 mm
- Alimentation : 750 V par troisième rail
- Vitesse maximale : 70 km/h

### Tracé
Longue de 13,1 km, la ligne traverse Osaka d'ouest en est en passant par les arrondissements de Fukushima, Nishi, Naniwa, Chūō, Tennōji, Higashinari et Ikuno.
|  |

### Liste des stations
La ligne Sennichimae comporte 14 stations, identifiées de S11 à S24.
| Numéro | Station           | Nom japonais | Distance (km) | Correspondances | Arrondissement |
| ------ | ----------------- | ------------ | ------------- | --- | -------------- |
| S11    | Nodahanshin       | 野田阪神     | 0             | Hanshin : Hanshin (à Noda) JR West : Tōzai (à Ebie) | Fukushima      |
| S12    | Tamagawa          | 玉川         | 0,6           | JR West : Ligne circulaire d'Osaka (à Noda) | Fukushima      |
| S13    | Awaza             | 阿波座       | 1,9           | Métro d'Osaka : Chūō | Nishi          |
| S14    | Nishinagahori     | 西長堀       | 2,9           | Métro d'Osaka : Nagahori Tsurumi-ryokuchi | Nishi          |
| S15    | Sakuragawa        | 桜川         | 3,8           | Hanshin : Namba | Naniwa         |
| S16    | Namba             | 難波         | 4,9           | Métro d'Osaka : Midōsuji, Yotsubashi Hanshin : Namba (à Osaka-Namba) Kintetsu : Namba (à Osaka-Namba) JR West : Yamatoji (à JR Namba) Nankai : Nankai, Kōya | Chūō           |
| S17    | Nippombashi       | 日本橋       | 5,6           | Métro d'Osaka : Sakaisuji Kintetsu : Namba (à Kintetsu-Nippombashi)                                                                                         | Chūō           |
| S18    | Tanimachi 9-chome | 谷町九丁目   | 6,6           | Métro d'Osaka : Tanimachi Kintetsu : Osaka, Namba, Nara (à Osaka-Uehommachi)                                                                                | Tennōji        |
| S19    | Tsuruhashi        | 鶴橋         | 7,7           | JR West : Ligne circulaire d'Osaka Kintetsu : Osaka, Nara                                                                                                   | Tennōji        |
| S20    | Imazato           | 今里         | 9,2           | Métro d'Osaka : Imazatosuji | Higashinari    |
| S21    | Shin-Fukae        | 新深江       | 10,1          | | Higashinari    |
| S22    | Shoji             | 小路         | 11,1          | | Ikuno          |
| S23    | Kita-Tatsumi      | 北巽         | 12,0          | | Ikuno          |
| S24    | Minami-Tatsumi    | 南巽         | 13,1          | | Ikuno          |

## Matériel roulant
La ligne Sennichimae est parcourue par 17 rames de 4 voitures de séries 25 depuis 1991.

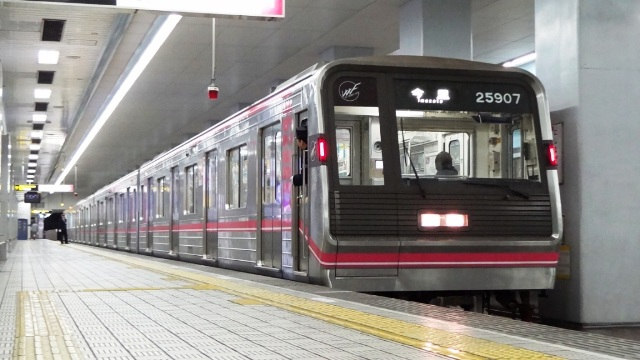
Série 25